# Gliese 22
Gliese 22 (GJ 22 / HIP 2552 / LHS 114/115) es una estrella múltiple en la constelación de Casiopea situada casi en el límite con la constelación de Cefeo. Se encuentra a 33 años luz de distancia del sistema solar.
En 2008 un grupo de astrónomos españoles anunciaron el descubrimiento de un planeta extrasolar en torno a una de las estrellas del sistema.

## Características del sistema
Gliese 22 es un sistema estelar triple formado por tres enanas rojas. La denominación de las componentes es inusual: las estrellas denominadas A y C están muy próximas entre sí, orbitando la componente B este par interior a una distancia considerablemente mayor. La estrella C está tan próxima a A que, cuando fue resuelta, A y B estaban ya catalogadas.

### Gliese 22 AC
El par interior del sistema está formado por Gliese 22 A y Gliese 22 C, dos enanas rojas cuya separación varía entre 1,20 UA en el periastro y 1,33 UA en el apoastro, siendo su período orbital de 15,95 años. Dada la proximidad de ambas componentes, no se conocen los parámetros individuales de cada una de ellas. De tipo espectral combinado M2.5Ve, su magnitud aparente es +10,38 y su luminosidad conjunta equivale al 0,63% de la luminosidad solar. Se piensa que la masa de Gliese 22 C debe estar cerca del límite de una enana marrón.
Gliese 22 AC está catalogada como una estrella fulgurante, recibiendo la denominación, en cuanto a variable, de V547 Cassiopeiae.

### Gliese 22 B
Gliese 22 B es una enana roja de tipo M3.5 y magnitud aparente +12,40. Su luminosidad es apenas el 0,098% de la solar, con una masa de 0,38 masas solares. Completa una órbita alrededor del par interior cada 320 años a una distancia de 41,1 UA (aproximadamente la distancia media entre Plutón y el Sol).

## Sistema planetario
El planeta, designado Gliese 22 Bb, orbita en torno a Gliese 22 B, la componente solitaria del sistema estelar. Con una masa 16 veces mayor que la de Júpiter (5000 veces mayor que la de la Tierra), se trata de un planeta gigante o de una enana marrón, ya que una masa 13 veces mayor que la de Júpiter es el límite comúnmente aceptado que separa a ambos tipos de objetos. El planeta fue descubierto por un grupo de investigadores liderados por astrónomos de la Universidad de Santiago de Compostela, en donde han participado el Grupo de Mecánica Espacial del Instituto Universitario de Matemáticas y Aplicaciones (IUMA) de la Universidad de Zaragoza, el Special Astrophysical Observatory de Rusia y el Instituto Max Planck de Alemania. Por primera vez se ha puesto de manifiesto astrométricamente la existencia de un planeta extrasolar, pues hasta ahora todos los descubrimientos de exoplanetas fueron llevados a cabo por el método de velocidades radiales (detectando el efecto Doppler en las líneas espectrales de la estrella) o por la variación de la luz de la estrella al producirse tránsitos del planeta por delante de ella.